# Comuna agrícola
Una comuna agrícola es una comuna basada en el trabajo agrícola. Generalmente se diferencia de otras formas de agricultura colectiva por la propiedad colectiva casi completa de los activos de capital y el consumo colectivo de los productos agrícolas.

## Carlos Marx
En su carta de 1881 a Vera Zasulich, Karl Marx escribió que históricamente la "comuna agrícola" es el tipo más reciente de formas arcaicas de sociedad. Marx escribió que las siguientes características distinguen a la comuna agrícola de formas de comuna más arcaicas.
- Las comunas más antiguas se basaban en el parentesco.
- En una comuna agrícola, la casa y el patio eran propiedad privada.
- En una comuna agrícola, la tierra cultivable era común pero se dividía periódicamente entre los miembros para cultivarla y poseer sus cultivos, mientras que en las comunas arcaicas la producción se llevaba a cabo de forma comunitaria y el rendimiento se repartía.

Marx consideraba la comuna agrícola ideal como utópica y poco práctica en la sociedad de su época o del futuro previsible.

## Comunas agrícolas en la Unión Soviética
La "comuna agrícola" o "agrikomuna" (en ruso: Сельскохозяйственная коммуна, сельхозкоммуна) era una forma de cooperación agrícola en la temprana Unión Soviética. Comenzaron a formarse espontáneamente después de la revolución de 1917, pero tenían sus raíces en tradiciones rusas mucho más antiguas de vida comunitaria en entornos agrícolas. Las comunas agrícolas de la década de 1920 eran a menudo de naturaleza religiosa, ya sea explícitamente (como era común en el norte del Cáucaso) o fuertemente influenciadas por una religión inconformista y sectaria.
La comuna fue la más colectivista de las estructuras agrícolas que aparecieron después de la revolución. En las comunas agrícolas, la tierra y las herramientas eran propiedad comunal y el producto se distribuía per cápita ("por boca"). A menudo, la comuna albergaba y alimentaba a sus miembros, y en ocasiones cuidaba a sus hijos en comunidad. Por lo general, la comuna tenía una propiedad colectiva casi completa de sus bienes de capital, en comparación con otras organizaciones colectivas que operaban en ese momento.
Los intelectuales revolucionarios a menudo habían favorecido la formación de comunas agrícolas en la época de la revolución, viéndolas como la encarnación del ideal rural, pero los bolcheviques (que inicialmente no se oponían estrictamente a la propiedad privada y luego estaban más preocupados por solidificar el control estatal y apoyar la industrialización) nunca los favoreció. A medida que el pensamiento soviético pasó a estar más estrictamente controlado por los bolcheviques, las comunas agrícolas cayeron en desgracia. La comuna — donde el consumo colectivo iba junto con la propiedad y la producción colectivas — también era difícil de conciliar con la necesidad de alimentar a una población urbana en rápido crecimiento mientras los soviéticos perseguían una rápida industrialización. Con el programa de colectivización estatal forzosa que comenzó a finales de la década de 1920, las comunas agrícolas se transformaron en koljoses, colectivos en el papel pero que en la práctica tenían muchas de las características de las empresas estatales.

## Comunas agrícolas en sociedades no soviéticas
En muchas sociedades se han formado comunas agrícolas. Las razones de su formación varían según el tiempo y el lugar e incluyen la búsqueda de ideales religiosos, el utopismo y la necesidad práctica. Muchos se formaron en los EE. UU. en el siglo XIX, y algunos de ellos sobrevivieron hasta la década de 1960; los kibutzim del Israel moderno también se basan en el comunismo agrícola, aunque desde entonces muchos se han diversificado lejos de la agricultura.